# Баше де Мезириак, Клод Гаспар
Клод Гаспа́р Баше́, сьер де Мезириа́к (фр. Claude Gaspard Bachet de Méziriac, 9 октября 1581, Бурк-ан-Брес — 26 февраля 1638, там же) — французский математик, поэт, лингвист, переводчик. В некоторых русских источниках называется Мезирьяк. Один из первых членов Французской академии (1635).

## Биография и научная деятельность
Баше родился в состоятельной дворянской семье, рано лишился обоих родителей. Учился в Реймсе в иезуитском коллеже у Жака де Билли, с которым его связала тесная дружба и общий интерес к математике. Изучил несколько языков, в том числе латинский, греческий, иврит, итальянский и испанский. Писал стихи на французском, итальянском и латыни. Преподавал в иезуитском колледже в Милане, прежде чем отказался от своего обета и посвятил себя переводу латинских поэтов и греческих математиков. Женился в 1612 году, стал отцом семерых детей.
В этом же 1612 году Баше опубликовал сборник занимательных арифметических задач «Problèmes plaisants» (2-е дополненное издание вышло в 1624 году). В этой книге Баше дал описание игры, которая в дальнейшем была опубликована в книге В. Аренса в 1901 году, в книге Е.И. Игнатьева "В царстве смекалки" в 1908 году, а также в советской книге Б.А. Кордемского "Математическая смекалка". Огромный интерес вызвала публикация им в 1621 году «Арифметики» Диофанта на греческом и в собственноручном переводе на латинский, с обширными комментариями. Этот перевод стал настольной книгой и источником новых открытий для Пьера Ферма и других выдающихся математиков XVII века; именно на полях этой книги Ферма записал формулировку своей Великой теоремы.
Среди других достижений Баше по арифметике и теории чисел можно назвать следующие.
- Исследование диофантовых уравнений, для решения которых он разработал ряд оригинальных алгоритмов — в том числе с помощью непрерывных дробей.
- Первая публикация фундаментальной формулы, называемой сейчас соотношением Безу. Баше дал (в словесной формулировке) её частный случай для взаимно простых чисел[3].
- Описал общий метод составления магических квадратов любого порядка.
- Высказал предположение о представимости любого натурального числа в виде суммы не более четырёх квадратов, доказанное в XVIII веке Лагранжем[4].

Баше опубликовал также антологию французской поэзии под названием «Délices».

## Труды

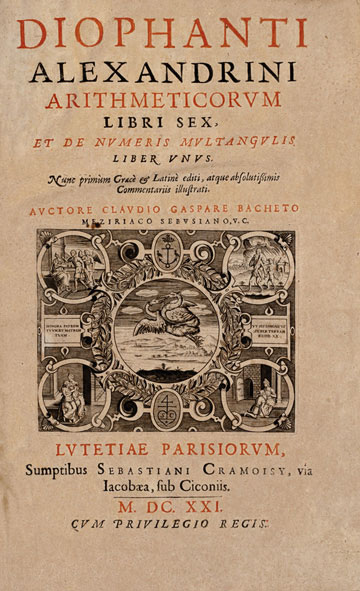
Издание «Арифметики» Диофанта в латинском переводе Баше де Мезириака

- Problèmes plaisans et délectables, qui se font par les nombres, partie recueillis de divers autheurs, et inventez de nouveau, avec leur démonstration, par Claude Gaspar Bachet, Sr. de Méziriac. Très utiles pour toutes sortes de personnes curieuses qui se servent d'arithmétique (1612). Переиздание: A. Blanchard, Paris, 1993. см. текст Архивная копия от 8 сентября 2014 на Wayback Machine или на сайте Gallica Архивная копия от 11 августа 2017 на Wayback Machine.
- Chansons spirituelles et dévotes sur toutes les principales festes de l'année et sur autres divers subjets, composées nouvellement par Guillaume et Claude Gaspar Bachet frères (1618).
- Diophanti Alexandrini Arithmeticorum libri sex, et de numeris multangulis liber unus, nunc primum graece et latine editi, atque absolutissimis commentariis illustrati, auctore Claudio Gaspare Bacheto (1621) см. текст Архивная копия от 26 февраля 2018 на Wayback Machine.
- Amaltheum poeticum in quo fabularum synopsis et copia vocum propriarum quae in poetis habent obscuritatem, ordine alphabetico explicata continetur, Louis Hébert, Alençon, 1625. L'Amalthée poétique (Amaltheum, de la chèvre Amalthea qui nourrissait Jupiter de sa corne d'abondance) est une sorte de dictionnaire mythologique et géographique pour la compréhension des poètes de l'antiquité. À usage scolaire, il est dédié par l'imprimeur à la jeunesse estudiantine du Collège d'Alençon.
- Les Epistres Tradvittes. Avec Des Commentaires fort curieux. Par Clavde Gaspar Bachet, S. de Meziriac, J. Tainturier, Bourg-en-Bresse, 1626.
- Recueil de diverses relations des guerres d'Italie, ès années 1629, 1630 et 1631 (1632). см. текст Архивная копия от 4 марта 2016 на Wayback Machine.
- Commentaires sur les epistres d'Ovide. Nouvelle édition. Avec plusieurs autres Ouvrages de même Auteur, dont quelques uns paroissent pour la première fois (1716).

### Русские переводы
- Баше де Мезирьяк. Интересные задачи из области чисел. М., 1877. Перевод дополненного Лабоном переиздания «Problèmes plaisants» (Париж, 1874).